# فرانك روذرفورد
فرانك روذرفورد (بالإنجليزية: Frank Rutherford)‏ هو منافس ألعاب قوى باهاماسي، ولد في 23 نوفمبر 1964.

## وصلات خارجية
- فرانك روذرفورد على موقع الاتحاد الدولي لألعاب القوى (الإنجليزية)
- فرانك روذرفورد على موقع اللجنة الأولمبية الدولية (الإنجليزية)
- فرانك روذرفورد على موقع أوليمبيديا (الإنجليزية)